# Ole Kibsgaard
 Der er for få eller ingen kildehenvisninger i denne artikel, hvilket er et problem. Du kan hjælpe ved at angive troværdige kilder til de påstande, som fremføres i artiklen.

Ole Kibsgaard (født 9. februar 1966) er en dansk musiker og producer. Han har samarbejdet med en lang række musikere og har været medlem af Shu-Bi-Dua siden 1997 frem til gruppens opløsning i 2011. Han har også deltaget i børneprogrammet Kaj og Andrea.

## Uddannelse
Ole Kibsgaard blev musiksproglig student fra Sankt Annæ Gymnasium i 1985 og blev senere uddannet på Rytmisk Musikkonservatorium i 1991. Han har siden 1995 været docent ved Rytmisk Musikkonservatorium og har desuden undervist på Vestjysk Musikkonservatorium.

## Karriere
Fra 1997-2009 medvirkede han i børneprogrammet Kaj og Andrea på DR1, hvor han var dukkernes hyggeonkel. Med guitar akkompagnerede han dem i forskellige sange og var med i deres lege.
I 1997 blev han medlem i den dansk popgruppe Shu-bi-dua, hvor han overtog Michael Hardingers plads. Han var med i gruppen frem til den blev opløst i 2011 og medvirkede på to studiealbums; Shu-bi-dua 17 (2000) og Shu-bi-dua 18 (2005).
Kibsgaard har bl.a. spillet og indspillet med følgende bands og solister: Kaya Brüel, Peaches & Bobo, Bamboo Brothers, Morten Remar, Sissel Kyrkjebø, Trine Rein, Eva Madsen, Rockers by Choice, Sound of Seduction, Majbritte Ulrikkeholm, You Know Who, Lars Muhl, Aqua, Brødrene Olsen, Michael Learns to Rock, Daniel, Bobo Moreno, Al Agami, Stig Kreutzfeldt, Infernal, Det Brune Punktum, Søren Sko, DR UnderholdningsOrkestret og DR SymfoniOrkestret, Sønderjyllands Symfoniorkester, Søs Fenger, Chris Minh Doky, Malene Mortensen, Katrine Madsen, Alberte, Lis Sørensen, Martin Brygmann, Nabiha, Rasmus Bjerg mm.
I flere sammenhænge har Kibsgaard fungeret som arrangør og kapelmester i forbindelse med diverse shows på bl.a. Det Kongelige Teater, Operaen og DR's koncertsal. Kibsgaard har desuden medvirket som studiemusiker medvirket på mere end 300 plader og Cd'er.[kilde mangler] Har udgivet to Cd'er i eget navn (I'll be around og Drengen der dagdrømte) og CD med Kaya Brüel og CD med Palle Kibsgaard. Derudover har han udgivet tre undervisnings DVD'er på forlaget Artpeople.
Kibsgaard driver studiet Workmens Hut der producerer musik, reklamer og filmmusik.
I 2001 deltog Kibsgaard i Dansk Melodi Grand Prix med sangen "Et øje på dig" sammen med sangerinden Sanne Graulund. De havde komponeret sangen sammen, men sluttede uden for top 5.

## Privatliv
Kibsgaard bor i København, er gift og har tre børn og ejede tidligere cafeen "Øens Perle" på Amager. Han er søn af operasangeren Palle Kibsgaard.

## Diskografi

### Solo
- Lær at spille guitar med Ole Kibsgaard (dvd, 2003)
- I'll be around (2004)
- Lær at spille mere guitar med Ole Kibsgaard (dvd, 2006)
- Drengen der dagdrømte (2008)
- Lær at spille bas med Ole Kibsgaard (dvd, 2010)
- Mig og Maggiduddi (sammen med sin far, Palle Kibsgaard) (2011)

### Med Shu-bi-dua
- 2000 Shu-bi-dua 17
- 2005 Shu-bi-dua 18